# Tonsilla tautispina
Tonsilla tautispina är en spindelart som först beskrevs av Wang et al. 1990.  Tonsilla tautispina ingår i släktet Tonsilla och familjen mörkerspindlar. Inga underarter finns listade i Catalogue of Life.